# سيرجيو باريس
سيرجيو باريس (6 يونيو 1985) لاعب كرة قدم هولندي من دون نادي حاليا يجيد اللعب في مركز الجناح الأيسر كما يجيد اللعب في مركز الجناح الأيمن.

## الإنجازات

### الأهلي
- كأس الاتحاد البحريني (1): 2016